# Jacques Noël Rifaut
Jacques Noël Rifaut est un homme politique français né le 4 février 1771 à Authon et mort à une date inconnue.

## Biographie
Fils de Noël Rifaut, aubergiste, et de Jeanne Dubois, Jacques Noël Rifaut est d'abord clerc de notaire, puis occupe différents emplois administratifs avant de devenir chef de division à la préfecture d'Eure-et-Loir et conseiller de préfecture en 1814. Il est député d'Eure-et-Loir pendant les Cent-Jours, en 1815.

## Sources
« Jacques Noël Rifaut », dans Adolphe Robert et Gaston Cougny, Dictionnaire des parlementaires français, Edgar Bourloton, 1889-1891 [détail de l’édition]